# Pronomes coreanos
Os pronomes coreanos apresentam alguma dificuldade para os falantes de línguas do ocidente devido à sua complexidade. A língua coreana faz uso extensivo de “níveis de fala” e “honoríficos”em sua gramática, e os pronomes coreanos também mudam dependendo da distinção social entre o falante e a pessoa ou pessoas com quem falou.
Em geral, os coreanos evitam o uso de pronomes no singular da segunda pessoa, especialmente quando usam formas honoríficas.

## Visão geral dos pronomes
| | Singular                                                     | Plural |
| --- | ------------------------------------------------------------ | --- |
| Primeira pessoa | 저 ( jeo ), 나 ( na )                                        | 저희 ( jeohui ), 저희들 ( jeohuideul ), 우리 ( uri ), 우리들 ( urideul )                                                                                   |
| Segunda pessoa | 너 ( neo ), 자네 ( jane ), 그대 ( geudae ), 당신 ( dangsin ) | 너희 ( neohui ), 너희들 ( neohuideul ), 너네 ( neone ), 너네들 ( neonedeul ), 자네 들 ( janedeul ), 그대 들 (' 'geudaedeul' '), 당신들 (' 'dangsindeul' ') |
| Terceira pessoa (Basicamente, não há pronomes em terceira pessoa, mas os seguintes têm uso restritivo em certos gêneros de escrita.) | 그, 그녀 (f) ( geu / geunyeo )                               | 그들, 그녀들 (f) ( geudeul / geunyeodeul ) |

Para cada pronome, existe uma forma humilde vs. honorífica e uma informal para primeira e segunda pessoa. Na tabela acima, o primeiro pronome dado é o humilde (submisso, reverente), que se usaria ao falar com alguém mais velho ou de alto status social.  dangsin  (당신) também é às vezes usado como o equivalente coreano de "querido" como forma de se dirigir a alguém. Além disso, enquanto o uso de outras formas reverentes é direto, o “dangsin” deve ser usado apenas em contextos sociais específicos, como entre dois parceiros casados. Dessa forma, pode ser usado em um sentido irônico quando usado entre estranhos, geralmente durante discussões e confrontos. Vale a pena notar que  dangsin  também é um pronome honorífico de terceira pessoa, usado para se referir ao superior social de alguém que não está presente.
Basicamente, não há sistemas de pronome de terceira pessoa em coreano. Em vez de pronomes, nomes próprios, títulos ou termos de parentesco são usados para se referir a terceiros na comunicação oral e escrita. Por esse motivo, o uso repetitivo de nomes ou títulos em um discurso é permitido em coreano, que é um recurso muito diferente de outros idiomas, como o português. Para tradução e escrita criativa, há uso restritivo dos pronomes em terceira pessoa "geu-nyeo" (그녀) e "geu" (그). O primeiro foi cunhado na combinação do "geu" demonstrativo (그) [geu] 'aquela' e 녀 (nyeo) 'mulher' para se referir de forma anafórica a uma terceira pessoa do sexo feminino. Um pronome de terceira pessoa neutro em termos de gênero, geu (그), que era originalmente um demonstrativo, significa 'que' poderia significar ela ou ele. No entanto, tem sido cada vez mais interpretado como um pronome "masculino".
Embora, nos últimos anos, o pronome  geu-nyeo  (그녀) esteja ganhando terreno lentamente como contraparte feminina por influência de traduções de idiomas europeus, agora está quase restrito a estilos específicos de linguagem escrita, porque geralmente se usa sem sujeito ou modificador + construções substantivas.

## Pronomes em detalhes
O coreano tem pronomes pessoais para a 1ª e a 2ª pessoas, com distinções para honoríficos, mas prefere pronomes demonstrativos na 3ª pessoa, o qual faz uma distinção de três vias entre próximo, distante e anteriormente mencionado.

1ª pessoa familiar

2ª pessoa familiar

3ª pessoa familiar

1ª pessoa humilde

2ª / 3ª pessoa respeitosa

| + Pronomes pessoais |                                       |
|                     | singular Plural                       |
| 나 ( na )           | 우리 ( uri ) 우리들 ( urideul )       |
| 너 ( neo )          | 너희 ( neohui ) 너희들 ( neohuideul ) |
| 그 ( geu )          | 그들 ( geudeul )                      |
| 저 ( jeo )          | 저희 ( jeohui ) 저희들 ( jeohuideul ) |
| (veja abaixo)       |                                       |

Em coreano coloquial, as formas de tópico naneu  (나는, "eu") e neoneun (너는, "você") são frequentemente pronunciadas e às vezes escritas como nan (난, "eu" ) e neon (넌, "você").
Da mesma forma, as formas [acusativo] nareul (나를) e neoreul (너를) tendem a se tornar nal (날) e neo  (널). Os posssivos na-ui (나의, "meu"), neo-ui (너의, "seu") e jeo-ui (저의, "meu") tem as formas alternativas nae (내), ne (네) e je (제).
O classificador jjog (쪽, "lado") também é usado quando se refere a pessoas. Ijjog (이쪽, "este lado") significa então "essa pessoa, essas pessoas" (ou seja, ele, ela ou elas), mas é estendida ainda mais através de "nosso lado" como uma forma educada para "nós" ou "eu".
| + Demonstrativos |              |                     |                              |
|                  | Prefixo      | Objeto              | Lugar                        |
| Perto            | 'i-' 이      | igeot 이것 "este"   | igot 이곳, yeogi 여기 "aqui" |
| Dado             | 'geu-' 그    | geugeot 그것 "esse" | geogi 거기 "lá"              |
| Longe            | 'jeo-' 저    | jeogeot 저것 "que"  | jeogi 저기 "além"            |
| Qual?            | 'eoneu' 어느 | mueot 무엇 "o quê?" | eodi 어디 "onde?"            |

A série "dado" é freqüentemente chamada de "medial" e é considerada mais próxima do destinatário do que do orador. No entanto, eles realmente se referem a referentes já estabelecidos na conversa, próximos ou distantes. Com novos referentes, serão utilizadas as formas local ou remota.
No discurso coloquial, as palavras-objeto, compostas pelo prefixo seguido pelo genérico classificador de substantivos geos (것), freqüentemente omitem o final s (pronunciado t), com 'igeos' próximo (이것) tornando-se 'igeo' (이거) Isso ocorre antes dos clíticos dos casos, com a forma nominativa igeos-i (이것이) se tornando 'ige' '(이게), tópico' igeos-eun  (이것은) tornando-se  igeon  (이건) e acusativo igeos-eul (이것을) tornando-se igeol (이걸, "this" )
Em coreano coloquial, O interrogativo mu-eos (무엇) se contrai para mwo (뭐, "o que") (geralmente pronunciado meo, pois w tende a desaparecer depois de m), e o acusativo mu-eos-eul (무엇 무엇) se contrai para mwol (뭘, "o que"). Na literatura, outro conjunto de contrações para o mu-eos é usado por falantes seniores ou arcaicos: "mu-eo" (무어) para mu-eos, "mu-e" (에) para mu-eos-i, " mu -eol" (무얼) para mu-eos-eul. Além disso, é "mwos" (뭣), raramente usado.
A palavra "quem" é  nugu  (누구) cujo nominativo é nug  (누가). "Quantos" é  myeoch  (몇).
Uma alternativa arcaica para ' nug  é "nwi" (뉘).

## Referência em segunda pessoa
O coreano apresenta distinção T-V na segunda pessoa. Neo (너) é o pronome correspondente ao latim tu, mas em vez de um único equivalente a vos, várias estratégias são usadas:
- Deixar de fora o sujeito da frase, se puder ser implícito pelo contexto. Em inglês, as frases precisam de assuntos explícitos, mas isso não ocorre no coreano de conversação.
- Usando o nome da pessoa ao conversar com alguém mais jovem. Com pessoas mais velhas, é costume usar um título ou termo de parentesco.
- Usando um termo de parentesco: 언니 (eonni , "irmã mais velha" se o falante for do sexo feminino), 누나 (nuna, "irmã mais velha" se o falante for do sexo masculino), 오빠 (oppa, "irmão mais velho" se o falante for do sexo feminino), 형 ( hyeong , "irmão mais velho" se o falante for do sexo masculino), 아줌마 (ajumma, "mulher de meia idade"), 아주머니 (ajumeoni , também "mulher de meia idade", mas mais educada), 아저씨 (ajeossi, "homem de meia idade"), 할머니 (halmeoni, "avó") de 할아버지 (harabeoji, "avô"). Na Coréia, é comum o uso de termos de parentesco para pessoas que não são familiares. O termo 아가씨 (agassi, "jovem") é preferível quando se trata de uma jovem de idade desconhecida. Ele é usado principalmente em locais públicos como restaurantes, mas às vezes também é usado por homens em “cantadas”. Por definição, a diferença real entre 아가씨 e 아줌마 reside no status do casamento e não na idade.
- Usando o título apropriado, geralmente terminando em -nim: seonsaengnim (선생님, "professor", embora também seja frequentemente usado como um termo honorífico geral para outras profissões como gerentes) ou gwajangnim ' (Diretor "diretor") etc.
- Utilizando o plural yeoreobun (ladies, "senhoras e senhores"), quando aplicável.

Se nenhuma das opções acima for possível, um substantivo comum honorífico, como dangsin (당신, "corpo dito") ou jane (자네, "si mesmo") (usado para "Você" no familiar nível de fala). O pseudo-pronome dangsin é na verdade um substantivo, da palavra de empréstimo sino-coreana 當身 "o corpo acima mencionado". Existem muitos pseudo-pronomes em coreano.
Os métodos são ambíguos: eles podem indicar uma terceira pessoa e uma segunda pessoa. Para que um substantivo honorífico seja interpretado como um pronome de segunda pessoa, ele deve concordar com o nível de fala do verbo: o nível de respeito usado deve ser consistente em toda a frase. Os verbos coreanos refletem o status social da pessoa com quem está sendo falado; portanto, se a mesma pessoa ou grupo de pessoas ouvindo também for mencionada na frase, nenhuma referência deve ser maior que a outra.
Um substantivo humilde (submisso) usado com um nível alto de fala ou um substantivo honorífico usado com um nível baixo de fala serão interpretados como um pronome da terceira pessoa.
Por exemplo, Jane é usada para "você" no nível de fala familiar e é apropriada apenas enquanto o próprio nível de fala familiar for. O nível de fala familiar é usado para conversar de maneira amigável com amigos e familiares mais jovens ou subordinados. Nas situações em que esse nível de fala seria inapropriado ou ofensivo, "Jane" também é.
Mesmo quando o pronome usado e o nível da fala concordam, ainda existe alguma ambiguidade possível, mas pode ser resolvida por contexto.
| + Demonstrativos |              |                     |                              |
|                  | Prefixo      | Objeto              | Lugar                        |
| Perto            | 'i-' 이      | igeot 이것 "this"   | igot 이곳, yeogi 여기 "aqui" |
| Dado (medial)    | 'geu-' 그    | geugeot 그것 "esse" | geogi 거기 "lá"              |
| Longe            | 'jeo-' 저    | jeogeot 저것 "que"  | jeogi 저기 "além"            |
| Qual?            | 'eoneu' 어느 | mueot 무엇 "o quê?" | eodi 어디 "onde?"            |